# Sophia Agnes von Langenberg
Sophia Agnes von Langenberg, född cirka 1597, död 30 januari 1627, var en tysk nunna som avrättades för häxeri.
Hon var nunna i klarisseorden i sankta Klaras kloster i Köln. Hon tilldrog sig stor uppmärksamhet för sina påstådda religiösa visioner, och kom en tid att få rykte om sig som levande helgon. Efter en undersökning bedömdes hennes visioner istället vara häxeri. Hon angav under tortyr Katharina Henot för att ha varit den som introducerat henne för trolldom, något som utlöste häxprocessen i Köln. 
Hon dömdes till döden och avrättades trots inflytelserika personers ingripande till hennes förmån. Hon avrättades dock inte offentligt utan genom strypning i fängelset, och fick tillstånd att begravas på kyrkogården. 